# 웨스트글러모건주

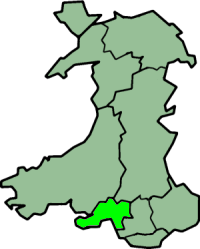
웨스트글러모건 주

웨스트글러모건주(West Glamorgan)는 웨일스의 보존주로, 주도는 스완지이다.